# Сьєрра-Вілледж (Каліфорнія)
Сьєрра-Вілледж (англ. Sierra Village) — переписна місцевість (CDP) в США, в окрузі Туолемі штату Каліфорнія. Населення — 411 особа (2020).

## Географія
Сьєрра-Вілледж розташована за координатами 38°4′32″ пн. ш. 120°9′34″ зх. д. / 38.07556° пн. ш. 120.15944° зх. д. (38.075626, -120.159354).  За даними Бюро перепису населення США в 2010 році переписна місцевість мала площу 6,55 км², з яких 6,54 км² — суходіл та 0,01 км² — водойми.

## Демографія
Згідно з переписом 2010 року, у переписній місцевості мешкало 456 осіб у 221 домогосподарстві у складі 133 родин. Густота населення становила 70 осіб/км².  Було 548 помешкань (84/км²).
Расовий склад населення:
| - 92,3 % — білих - 1,5 % — корінних американців - 0,7 % — чорних або афроамериканців - 0,7 % — азіатів - 0,2 % — вихідців з тихоокеанських островів - 1,5 % — осіб інших рас |

До двох чи більше рас належало 3,1 %. Частка іспаномовних становила 7,9 % від усіх жителів.
За віковим діапазоном населення розподілялося таким чином: 14,3 % — особи молодші 18 років, 62,0 % — особи у віці 18—64 років, 23,7 % — особи у віці 65 років та старші. Медіана віку мешканця становила 53,4 року. На 100 осіб жіночої статі у переписній місцевості припадало 113,1 чоловіків;  на 100 жінок у віці від 18 років та старших — 109,1 чоловіків також старших 18 років.
Середній дохід на одне домашнє господарство  становив 45 397 доларів США (медіана — 44 648), а середній дохід на одну сім'ю — 48 891 долар (медіана — 50 951). За межею бідності перебувало 4,6 % осіб, у тому числі 0,0 % дітей у віці до 18 років та 0,0 % осіб у віці 65 років та старших.
Цивільне працевлаштоване населення становило 142 особи. Основні галузі зайнятості: будівництво — 56,3 %, фінанси, страхування та нерухомість — 22,5 %, освіта, охорона здоров'я та соціальна допомога — 21,1 %.